# Календарска година
Календарска година ознажава раздобље између два истоимена датума у календару. Почиње на дан Нове године датог календарског система и завршава дан прије наредног дана Нове године. Година се такође може мјерити почевши од било ког другог именованог дана календара, а завршава даном прије наведеног дана у наредној години, али се то не може назвати „календарском годином”. Да календарска година била усклађена са астрономским циклусом, одређене године садрже додатне дане („преступни дани“ или „интеркаларни дани“). 
Грегоријанска година, која је у употреби у већем дијелу свијета, почиње 1. јануара и завршава 31. децембра. Дужина просте године је 365 дана, са 8.760 сати, 525.600 минута или 31.536.000 секунди; али 366 дана у преступној години, са 8.784 сата, 527.040 минута или 31.622.400 секунди. Са 97 преступних година на сваких 400 година, година има просјечну дужину од 365,2425 дана. Други календари засновани на формули могу имати дужине које су даље изван корака са соларним циклусом: на примјер, Јулијански календар има просјечну дужину од 365,25 дана, а хебрејски календар има просјечну дужину од 365,2468 дана. Исламски календар је лунарни календар који се састоји од 12 мјесеци у години од 354 или 355 дана. 
Астрономска средња тропска година тренутно траје 365,24219 дана, нешто је краћа од просјечне дужине године у већини календара, али астрономска вриједност се временом мијења, па је Џон Хершел предложио да корекција грегоријанског календара може постати непотребна до 4000. године. 

## Квартали
Календарска година може се подијелити у четири квартала. 
У грегоријанском календару: 
- Први квартал: 1. јануар—31. март (90 дана или 91 дан у преступним годинама)
- Други квартал: 1. април—30. јун (91 дана)
- Трећи квартал: 1. јул—30. септембар (92 дана)
- Четврти квартал: 1. октобар—31. децембар (92 дана)

Док се у кинеском календару квартали традиционално повезују са 4 годишња доба: 
- Прољеће : од 1. до 3. мјесеца
- Љето : од 4. до 6. мјесеца
- Јесен : од 7. до 9. мјесеца
- Зима : од 10. до 12. мјесеца